# ガッバル再び
『ガッバル再び』（ガッバルふたたび、原題:Gabbar Is Back）は、2015年に公開されたインドのアクション映画。クリシュが監督、サンジャイ・リーラー・バンサーリーとヴァイアコム18モーション・ピクチャーズが製作を務めている。2002年に公開された『Ramanaa』のリメイクであり、アクシャイ・クマール、シュルティ・ハーサンが出演している。映画は興行的な成功を収め、クマールの演技は批評家から高い評価を得ている。

## キャスト
- アーディティア・シン・ラジプット・ガッバル教授 - アクシャイ・クマール
- シュルティ - シュルティ・ハーサン
- スナニア - カリーナ・カプール（カメオ出演）
- ディグヴィジャイ・パティル - スマン（英語版）（声：マユーラ・ヴィアース（英語版））
- サドゥラム - スニール・グローヴァー（英語版）
- クルディープ・パワ - ジャイディープ・アフラワット（英語版）
- ヴィーナ - イシタ・ヴィアス（英語版）
- バルビール・シン - ソーヌー・スード
- ゴヴィンド・ガウド - ラージ・シン・アローラ（英語版）
- ラクシュミー - シュルティ・バプナ（英語版）
- ラヴィ - ラヴィ・プラカーシュ（英語版）
- ヴィカース・パティル - マノージュ・チャンディラ（英語版）
- 捜査官 - ニナンド・カマット（英語版）
- 「Aao Raja」歌唱シーン - チトランガダー・シン（英語版）（特別出演）

## 評価
ボリウッド・ハンガマは3/5の星を与え、「『ガッバル再び』は平均的なエンターテイナーであり、キャッチーなタイトル、アクションドラマが休日に公開されるという事実のために大きな足取りを描くだろう」と批評している。コイモイは3/5の星を与え、「フル・アクションと"Dhamakedaar"の対話を描く善対悪の映画を楽しめるなら、これはあなたのための映画です」と批評している。ヒンドゥスタン・タイムズは3/5の星を与え、「『ガッバル再び』はフル・マサラ映画であり、喝采を浴びる価値のあるシーンが数多くあります」と批評している。ジー・ニュースは3.5/5の星を与え、「映画を観終わった後、私たちには勇気を吹き込み根本から腐敗を取り除くための本物のガッバルが必要になります」と批評している。ボリウッド・ハンガマのスバーシュ・K・ジャーは、「アクシャイはスーパーヒーローに新たな定義を与えた」と批評した。デカン・クロニクルは「陳腐だが面白い」と批評している。